# Cầy mangut đầm lầy
Atilax paludinosus là một loài động vật có vú trong họ Cầy mangut, bộ Ăn thịt. Loài này được G.[Baron] Cuvier mô tả năm 1829.

## Hình ảnh

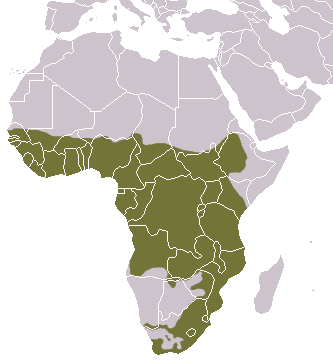